# Eva Fabian
Eva Fabian (Frederick, 3 agosto 1993) è una nuotatrice statunitense naturalizzata israeliana.

## Carriera
Specializzata nel nuoto di fondo, è stata campionessa mondiale dei 5 km nel 2010. Nel 2017 è emigrata in Israele, dove ha acquisito la cittadinanza israeliana. 

## Palmarès
- Mondiali

Barcellona 2013: bronzo nei 25 km.
- Mondiali in acque libere

Roberval 2010: oro nei 5 km.
- Giochi PanPacifici

Irvine 2010: argento nei 10 km.
Gold Coast 2014: argento nei 10 km.
- Giochi panamericani

Toronto 2015: oro nei 10 km.